# Kwadrat jednostkowy

Kwadrat jednostkowy w kartezjańskim układzie współrzędnych

Kwadrat jednostkowy – wieloznaczne pojęcie matematyczne:
- kwadrat o bokach długości 1[1][2];
- kwadrat w kartezjańskim układzie współrzędnych o wierzchołkach w punktach (0,0), (0,1), (1,0), (1,1)[2];
- iloczyn kartezjański {\displaystyle I\times I,} gdzie {\displaystyle I} to przedział jednostkowy. To, czy użyty przedział jest otwarty, czy domknięty na poszczególnych jego końcach zależy od korzystającego z tego pojęcia, który powinien dokładnie zdefiniować używane pojęcie. Najczęściej jednak termin „przedział jednostkowy” oznacza przedział obustronnie domknięty {\displaystyle [0,1];}
- kwadrat na płaszczyźnie zespolonej o wierzchołkach {\displaystyle 0,1,i,1+i}[2].

Kwadrat jednostkowy wykorzystywany jest np. w rachunku prawdopodobieństwa, gdzie stanowi wygodną dziedzinę, do której sprowadza się dwuwymiarowe rozkłady zmiennej losowej w celu ich normalizacji.